# Rakówka (dopływ Strawy)
Rakówka (Wierzejka) – struga, lewy dopływ Strawy o długości 17,67 km. 
Jej źródła znajdują się w okolicy wsi Majków Średni a koryto kieruje się w kierunku wschodnim. Płynąc mija miejscowości Majków Mały, Olendry i Poleśna. Po minięciu tej ostatniej przepływa pod autostradą A1 a następnie pod drogą krajową 91. Płynąc dalej na wschód, mija Jarosty, Michałów, Raków i już jako Wierzejka dociera do Piotrkowa Trybunalskiego, w którym na pewnym odcinku swojego biegu tworzy dość spore rozlewisko, Jezioro Bugaj. Wpada do Strawy na wschodnich krańcach Piotrkowa Trybunalskiego.